# Hokejski klub Zrinjevac Zagreb
Hokejski klub Zrinjevac je hokejski klub iz Zagreba. Klupsko sjedište je na adresi Hečimovićeva 11. Klub ima mušku i žensku ekipu.

## Klupski uspjesi

### Hokej na travi
(popis nepotpun)
- prvenstva:

Prvakinje Hrvatske u sezoni 2004./05., 2009./10.
- kupovi

Osvajačice kupa Hrvatske u sezoni 2005., 2007., 2010.

### Dvoranski hokej
- prvenstva:

prvakinje Hrvatske u sezonama 2005.,  2007. i 2008.
- kupovi:

osvajačice kupa Hrvatske u sezonama 2005.,  2006. i 2007.

## Europski nastupi
(popis nepotpun)

### Klupsko EP 2007.
"Zrinjevac Hekla" je igrala u "C" razredu eur. klupskog prvenstva, u skupini "B". Turnir je trajao od 24. do 26. svibnja, a igrao se u Zagrebu. Ishodi su bili slijedeći:
- Zrinjevac Hekla -  Athenians 15:0
- Zrinjevac Hekla -  Rača 10:3
- Zrinjevac Hekla -  Wienere 1:1

U doigravanju za plasman u viši razred, izgubile su od češke "Slavije".
- Zrinjevac Hekla -  Slavija 1:3